# Владимиров, Артемий Владимирович
Арте́мий Влади́мирович Влади́миров (фамилия при рождении — Гайдук, 21 февраля 1961, Москва, СССР) — протоиерей Русской православной церкви, писатель и проповедник, педагог. С 1991 по 2013 год — настоятель храма Всех Святых в Красном Селе С 2013 по 2025 год — старший священник и духовник Алексеевского ставропигиального женского монастыря Москвы. С 2025 года по настоящее время — настоятель храма Троицы Живоначальной на Шаболовке. Член Союза писателей России.
Профессор, заместитель декана факультета православной культуры Академии ракетных войск стратегического назначения. Педагог высшей категории. Известен своими проповедями, в том числе — телевизионными.

## Биография
Родился 21 февраля 1961 года в Москве. Дед — детский поэт Павел Барто, муж Агнии Барто.
Учился в средней школе № 29 в Чертольском переулке (с углублённым изучением английского языка). В 1978 году поступил на романо-германское отделение филологического факультета МГУ, однако вскоре перевёлся на русское отделение, которое окончил в 1983 году. Во время учёбы в университете сблизился с Никитой Толстым, под влиянием которого пришёл к христианству. По окончании университетского курса непродолжительное время преподавал русский язык и литературу в физико-математической школе-интернате № 18 при МГУ (ныне СУНЦ — Специализированный учебно-научный центр), однако был уволен за проповедь православия.
18 июля 1987 года епископом Дмитровским Александром (Тимофеевым) рукоположен во диакона, 7 января 1988 года им же — во священника.
Преподавал в Московской духовной семинарии. Числясь клириком Московской духовной академии, служил в Москве в храме Воскресения Словущего на Успенском Вражке, затем в течение нескольких месяцев в 1990—1991 годах — в храме Святителя Митрофана Воронежского.
Весной 1991 года назначен настоятелем храма Всех Святых в Красном Селе бывшего Ново-Алексеевского женского монастыря.
27 декабря 2011 года включён в состав новообразованного Патриаршего совета по вопросам семьи и защиты материнства (с 15 марта 2012 года — Патриаршая комиссия по вопросам семьи и защиты материнства).
21 ноября 2013 года в связи с образованием Алексеевского женского ставропигиального монастыря в Москве освобождён от должности настоятеля храма Всех Святых бывшего Ново-Алексеевского монастыря и назначен старшим священником и духовником Алексеевского монастыря.
Поддержал вторжение России на Украину, транслируя на проповеди мифы и нарративы антиукраинской пропаганды: о «фашистах, людоедах, извергах рода человеческого», которые «на братской Украине осуществляют свою тиранию». Об «изнасилованных девушках и живых соотечественниках, из которых вырезали органы и отправили в Европу» и трупах, которые достают из моргов и раскладывают вокруг разбомбленного «натовского штаба, координирующего систему порабощения славян», чтобы создать впечатление о множестве мирных жертв удара российской армии. Также осудил выступающих с антивоенной позицией, проповедуя «с фашизмом солидаризируются те, кто заявляет „нет воине!“… Укрофашисты — змеёныши, выкормленные Европой».
23 января 2023 года внесён в санкционный список Украины, оказавшись в списке из 22 граждан России «которые, прикрываясь духовностью, поддерживают террор и геноцидную политику» за поддержку вторжения, распространение пропаганды, «призывов к трансграничному насилию ради возрождения прототипа СССР»
2 апреля 2025 года указом Святейшего Патриарха Кирилла освобождён от несомого послушания старшего священника и духовника Алексеевского ставропигиального женского монастыря и назначен настоятелем храма Живоначальной Троицы на Шаболовке. 

## Произведения

### Книги
2016
- Благодать священства : заметки о пастырском служении. — М. : Изд-во Московской патриархии Русской православной церкви, 2015. — 157, [2] с. — (Настольная книга священнослужителя). — ISBN 978-5-88017-530-7.

2011
- Врачевание души. Исповедь. — М.: Сретенский монастырь, 2011. — ISBN 978-5-7533-0509-1.
- Семицветная радуга человеческого слова. — Изд-во: Артос-Медиа, 2011. ISBN 978-5-94119-033-1
- Словесный венок на главу российского педагога, или Размышление о нравственном подвиге учителя. — Изд-во: Артос-Медиа, 2011. ISBN 978-5-94119-035-5
- Зачем нужны деньги? — Изд-во: Филарет, 2011. ISBN 978-5-98433-031-2
- Сказка о трех снежинках. — Изд-во: Благовест, 2011.
- Искусство речи. — М.: Изд-во ПСТГУ, 2011. — 368 с. ISBN 978-5-7429-0652-0

2010
- Искусство словесного служения. Размышления священника. — Изд-во: Артос-Медиа, 2010. ISBN 978-5-94119-045-4
- Увиденное. — Изд-во: Артос-Медиа, 2010. ISBN 978-5-94119-037-9
- Почему никто не видит Бога? — Изд-во: Филарет, 2010. ISBN 978-5-98938-016-9
- Что делать, когда влюбляешься? — Изд-во: Филарет, 2010. ISBN 978-5-98938-023-7
- Муж и жена в христианском браке. XX веков спустя (изд. Московской Патриархии, Москва, 2010). ISBN 978-5-94625-320-8

2007
- О браке и семейной жизни (изд. Русский Паломник, Москва, 2007). ISBN 5-98644-006-4

2001
- Евангельское милосердие в жизни пастыря. — Изд-во Православного Братства Святителя Филарета Московского, 2001.
- Учебник жизни. Книга для чтения в семье и школе. Серия: Вера. Надежда. Любовь. — Изд-во: Дрофа, 2001. ISBN 5-7107-3568-X (изд. Дрофа-Плюс, Москва, 2008) ISBN 978-5-9555-1180-1 (изд. Артос, Москва, 2010) ISBN 978-5-94119-038-6

Коллективные
- Прот. Артемий Владимиров, прот. Сергий Николаев, М. М. Дунаев, Г. П. Ансимов. От слов своих осудишься. Сквернословие. Серия: Православие в жизни. — М.: Изд-во Московской Патриархии, 2009. — ISBN 978-5-94625-195-2.
- Митр. Антоний Сурожский, свящ. Артемий Владимиров, Евгений Кунин. Не от мира сего или В мире сем? О воспитании в детях христианского отношения к миру. Антология. — М.: Сатисъ, 2011. — 10 000 экз. — ISBN 5-7868-0017-2.

### Интервью, проповеди
- О пути к вере, жизни на мажоре, удачах и ошибках (+ Видео). Православие и мир, 2011.
- Чтобы цвела роза любви (недоступная ссылка). Курские известия.
- Беседа о подростковом возрасте. Часть 1. Православие.Ру, 2006.
- Актуальные проблемы церковной жизни. Православие.Ру, 2006.
- Воин Евгений Родионов — праведник, пока ещё не канонизированный 2011.
- «Уроки жизни» (Открытые уроки со школьниками разных возрастов)
- «Рожденный молнией» (Притча об огненной стихии и бессмертном человеческом духе)
- «Раз, два, три, четыре, пять…» (Размышление священника о школьных отметках под знаком вечности)
- «О взаимном терпении и любви»
- «Молитвослов для самых маленьких»
- «Моя первая исповедь»
- «Возложил еси на главах их венцы» (о Таинстве Венчания)
- «Любовь и вера»
- «Благослови, душе моя, Господа» (Слова и беседы)
- «Господи, воззвах к Тебе, услыши мя…» (Сборник избранных проповедей)
- «Просвети одеяние души моея, Светодавче…» (Проповеди, произнесенные в Пюхтицком Успенском женском монастыре)
- «С постом приятным»
- «Зачем нужна исповедь?»
- «Под знаком вечности» (Быль о Вифлеемской звезде)
- «Бисеринка, Жемчужинка, Алмазинка» (Рождественская сказка)
- «Орлята учатся летать» (Сказка для взрослых)
- «Словесный венок на главу российского педагога»
- «Белый Ангел Москвы» (О святой преподобномученице Великой Княгине Елизавете)
- «От избытка сердца» (Проповеди и беседы, произнесенные в Свято-Успенском Пюхтицком монастыре в 1999—2006 годах)
- Docendo discimus (уча учимся) // Сборник пленарных докладов Х Международных Рождественских образовательных чтений. — М. : Отдел религиозного образования и катехизации Русской Православной Церкви, 2002. — 352 с. — С. 177—182
- Есть ли у вас душа? // «Юный художник» 1990 № 6, С. 2-3.

## Награды
Награждён правом ношения палицы, набедренника, камилавки и наперсного креста. В 1997 году возведён в сан протоиерея.
Ордена:
- Орден святого благоверного князя Даниила Московского III степени (2001);
- Орден святителя Иннокентия, митрополита Московского и Коломенского III степени (2006);
- Орден святого страстотерпца царя Николая (2010);
- Орден прп. Сергия Радонежского III степени[12] (31 октября 2013 год).